# Winchester (Tennessee)
Pour les articles homonymes, voir Winchester.
Winchester est une ville des États-Unis, siège du comté de Franklin, dans l’État du Tennessee. Sa population s’élevait à 8 530 habitants lors du recensement de 2010, estimée à 8 562 habitants en 2016.

## Source
- (en) Cet article est partiellement ou en totalité issu de l’article de Wikipédia en anglais intitulé « Winchester, Tennessee » (voir la liste des auteurs).